# Station Malansac
Station Malansac is een spoorweghalte in de Franse gemeente Malansac. Zij wordt bediend door treinen van het netwerk TER Bretagne op het traject Redon - Vannes.